# Elisabeth-Kreuz (Rumänien)

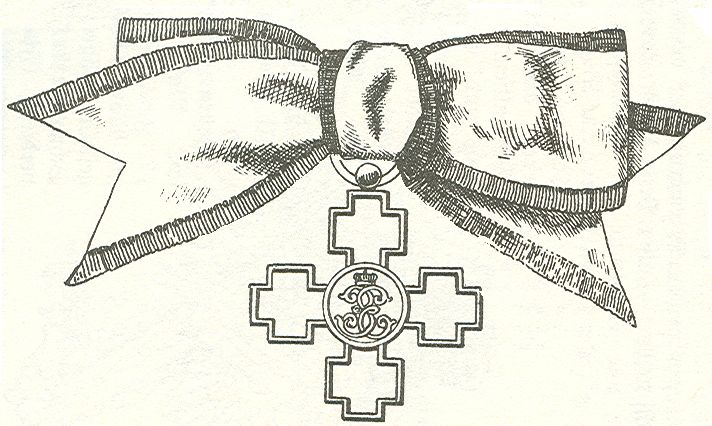
Elisabethorden

Das Elisabeth-Kreuz, auch Elisabeth-Orden genannt (rumänisch Crucea Elisabeta), ist ein rumänischer Orden für Frauen, der am 6. Oktober 1878 von Fürst Karl I. von Rumänien gestiftet wurde.
Fürstin Elisabeth von Rumänien zeichnete mit Genehmigung ihres Gemahls weibliche Personen aus, die sich im Balkan-Krieg 1877/1878 gegen das Osmanische Reich auf dem Gebiet der Krankenpflege verdient gemacht bzw. durch bedeutende Spenden und Gaben sich um die Armee ausgezeichnet hatten.

## Ordensdekoration
Ein goldenes Wiederkreuz mit vier kleineren Wiederkreuzen an den Armen des großen Kreuzes 
In der Kreuzmitte ein rundes Medaillon. Auf der Einfassung stehen mit erhabener Prägung die Initialen „E. E.“ für Fürstin Elisabeth. Darüber befindet sich eine Krone. Die Rückseite des Medaillon zeigt mittig die Jahreszahlen 1877/1878 und als Umschrift „ALINARE SI MANGAERE“.

## Ordensband
Das Ordensband ist hellblau mit goldenen Randstreifen.